# Cantone di Thoissey
Il Cantone di Thoissey era una divisione amministrativa dell'arrondissement di Bourg-en-Bresse con capoluogo Thoissey.
A seguito della riforma approvata con decreto del 13 febbraio 2014, che ha avuto attuazione dopo le elezioni dipartimentali del 2015, è stato soppresso.

## Composizione
Comprendeva 12 comuni:
- Garnerans
- Genouilleux
- Guéreins
- Illiat
- Mogneneins
- Montceaux
- Montmerle-sur-Saône
- Peyzieux-sur-Saône
- Saint-Didier-sur-Chalaronne
- Saint-Étienne-sur-Chalaronne
- Thoissey
- Valeins